# لوئیجی پرورسی
لوئیجی پرورسی (به ایتالیایی: Luigi Perversi) (زاده ۲۲ مه ۱۹۰۶ – درگذشته ۲۷ فوریه ۱۹۹۱) مدافع فوتبال ایتالیایی بود. او در اواخر دهه ۲۰ و دهه ۳۰، ۳۴۱ بار برای میلان بازی کرد.